# Otto Licha
Otto Licha (født 2. november 1912, død 9. april 1996) var en østrigsk håndboldspiller, som deltog i OL 1936.
Han var en del af det østrigske håndboldlandshold, som vandt sølvmedalje. Han spillede i tre kampe, deriblandt finalen.